# Battle Born
Battle Born je čtvrté studiové album americké rockové kapely The Killers. Název se vyskytuje na vlajce Nevady, kde skupina nahrává. Deska byla nahrána po plánované několikaleté přestávce.

## Nahrávání
V roce 2010, po 6 letech koncertování, kapela oznámila pauzu. Během ní tři ze čtyř členů nahráli sólová alba. Znovu se sešli v říjnu 2011.

## Úspěch alba
I čtvrté album The Killers opanovalo první místo v prodávanosti ve Velké Británii a Irsku. Celosvětově byl prodáno asi 1 milion kopií.